# Willie Cunningham (szkocki piłkarz)
Willie Cunningham, właśc. William Carruthers Cunningham (ur. 22 lutego 1925 w Hill of Beath, zm. 27 listopada 2000 w Preston) – szkocki piłkarz występujący na pozycji obrońcy, a także trener.

## Kariera klubowa
Cunningham rozpoczął karierę w amatorskim zespole Crossgates Primrose. Następnie występował w drużynach Dunfermline Athletic oraz Airdrieonians ze Scottish Division B. Wraz z Airdrieonians w sezonie 1946/1947 awansował do Division A, jednak w kolejnym spadł z nim z powrotem do Division B.
W 1949 roku został zawodnikiem angielskiego Preston North End z Division Two. W sezonie 1950/1951 awansował z nim do Division One. W lidze tej zadebiutował 18 sierpnia 1951 w wygranym 3:2 meczu z Fulham. W sezonach 1952/1953 oraz 1957/1958 wywalczył z klubem wicemistrzostwo Anglii. 7 lutego 1959 w przegranym 1:5 pojedynku z Birmingham City strzelił swojego pierwszego gola w Division One. Zawodnikiem Prestonu był do końca sezonu 1962/1963.
Następnie odszedł do Southport z Division Four. W sezonie 1964/1965 był jego grającym trenerem. W 1965 roku zakończył karierę.
W Division One rozegrał 341 spotkań i zdobył 2 bramki.

## Kariera reprezentacyjna
W reprezentacji Szkocji Cunningham zadebiutował 5 maja 1954 w wygranym 1:0 towarzyskim meczu z Norwegią. W tym samym roku został powołany do kadry na mistrzostwa świata. Zagrał na nich jako kapitan w obu spotkaniach swojej drużyny: z Austrią (0:1) i Urugwajem (0:7), a Szkocja zakończyła turniej na fazie grupowej.
W latach 1954–1955 w drużynie narodowej rozegrał 8 spotkań.